# قائمة قوائم المساجد
قوائم المساجد تشمل:

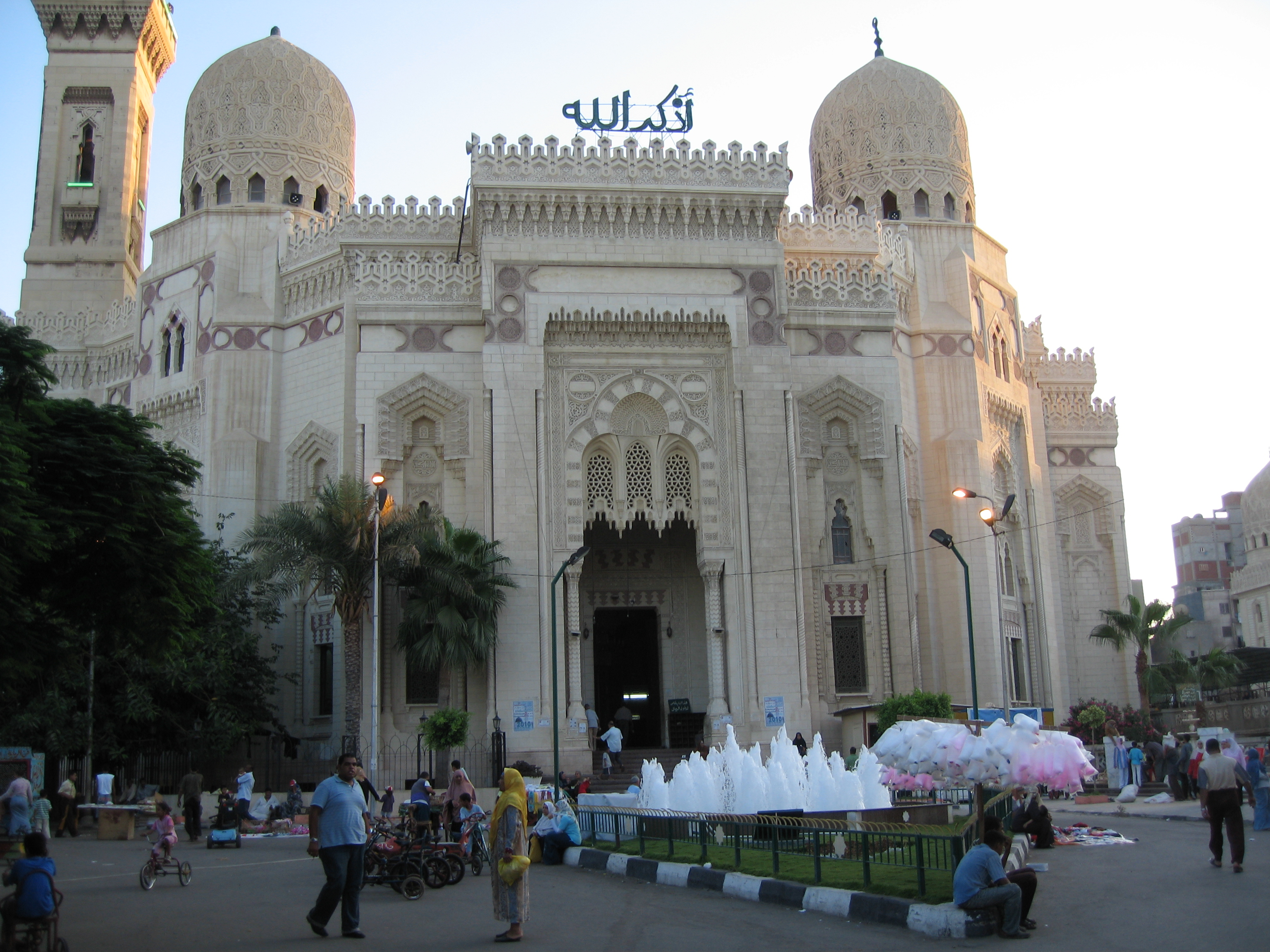
مدخل مسجد أبو العباس المرسي في الإسكندرية

- قائمة مساجد حول العالم هي مجموعة مختارة من المساجد الأكثر شهرة في جميع أنحاء العالم
- قائمة المساجد الكبيرة
- قائمة أقدم المساجد في العالم
  - قائمة بالمساجد المذكورة بالاسم في القرآن الكريم [1] [2] [ا]

قوائم المساجد البارزة حسب الموقع:
- قائمة المساجد في أفريقيا
  - قائمة المساجد في الجزائر
  - قائمة المساجد في مصر
  - قائمة المساجد في أفغانستان
  - قائمة المساجد في الصين
    - قائمة المساجد في ماكاو

  - قائمة المساجد في إيران
  - قائمة المساجد في العراق
  - قائمة المساجد في اليابان
  - قائمة المساجد في الكويت
  - قائمة المساجد في فلسطين
  - قائمة المساجد في الفلبين
  - قائمة المساجد في المملكة العربية السعودية
  - قائمة المساجد في سنغافورة
  - قائمة المساجد في سوريا
  - قائمة المساجد في تايوان
  - قائمة المساجد في تايلاند
  - قائمة المساجد في تركيا
  - قائمة المساجد في دولة الإمارات العربية المتحدة
  - قائمة المساجد في اليمن
- قائمة المساجد في أوروبا
  - قائمة المساجد في إسبانيا
  - قائمة المساجد في ألبانيا
  - قائمة المساجد في قبرص
  - قائمة المساجد في فرنسا
  - قائمة المساجد في ألمانيا
  - قائمة المساجد في المملكة المتحدة